# São Miguel do Guamá
São Miguel do Guamá – miasto i gmina w Brazylii, w stanie Pará. Znajduje się w mezoregionie Nordeste Paraense i mikroregionie Guamá.